# De Lisle carbine
De De Lisle (Commando) Karabijn, (Engels: De Lisle (Commando) Carbine) is een Britse karabijn gebruikt tijdens de Tweede Wereldoorlog. Het is uitgerust met een effectieve geluiddemper waardoor het wapen zeer stil schiet. Er werden maar weinig geproduceerd en ze werden alleen uitgereikt aan Britse commandotroepen.
De De Lisle was gebaseerd op de SMLE Lee-Enfield Mk III*, maar had een aangepast frame en een aangepaste loop gebaseerd op die van een Thompson machinepistool zodat er .45 ACP patronen mee kon worden afgeschoten. Het patroonmagazijn was een aangepast 7-schots magazijn van het Colt-pistool, maar er werden ook 11-schots magazijnen geproduceerd. Het beste aan het ontwerp is de geluiddemper, die het vuren zo stil maakt dat het bewegen met de grendel om het volgende schot af te vuren meer geluid maakt dan het schieten zelf. De demper is 510 mm lang en is langer dan de loop zelf, wat een hoop ruimte geeft voor de gassen die vrijkomen tijdens het schieten, wat ook een reden was voor het succes van deze demper.